# Aliaksandr Sulima
Alyaksandr Sulima (en bielorruso: Аляксандр Суліма; Grodno, RSS de Bielorrusia, 1 de agosto de 1979) es un futbolista bielorruso. Juega como guardameta para el FC Neman Grodno.
Sulima hizo su debut para la selección de fútbol de Bielorrusia en un amistoso contra Letonia el 19 de febrero de 2004.